# Микробиом человека
Микробиом человека представляет собой совокупность всех микробов, населяющих организм человека, включая такие его участки как кожа, молочные железы, половые органы, легкие, слизистые оболочки,
биологические жидкости, желчевыводящие пути и желудочно-кишечный тракт.

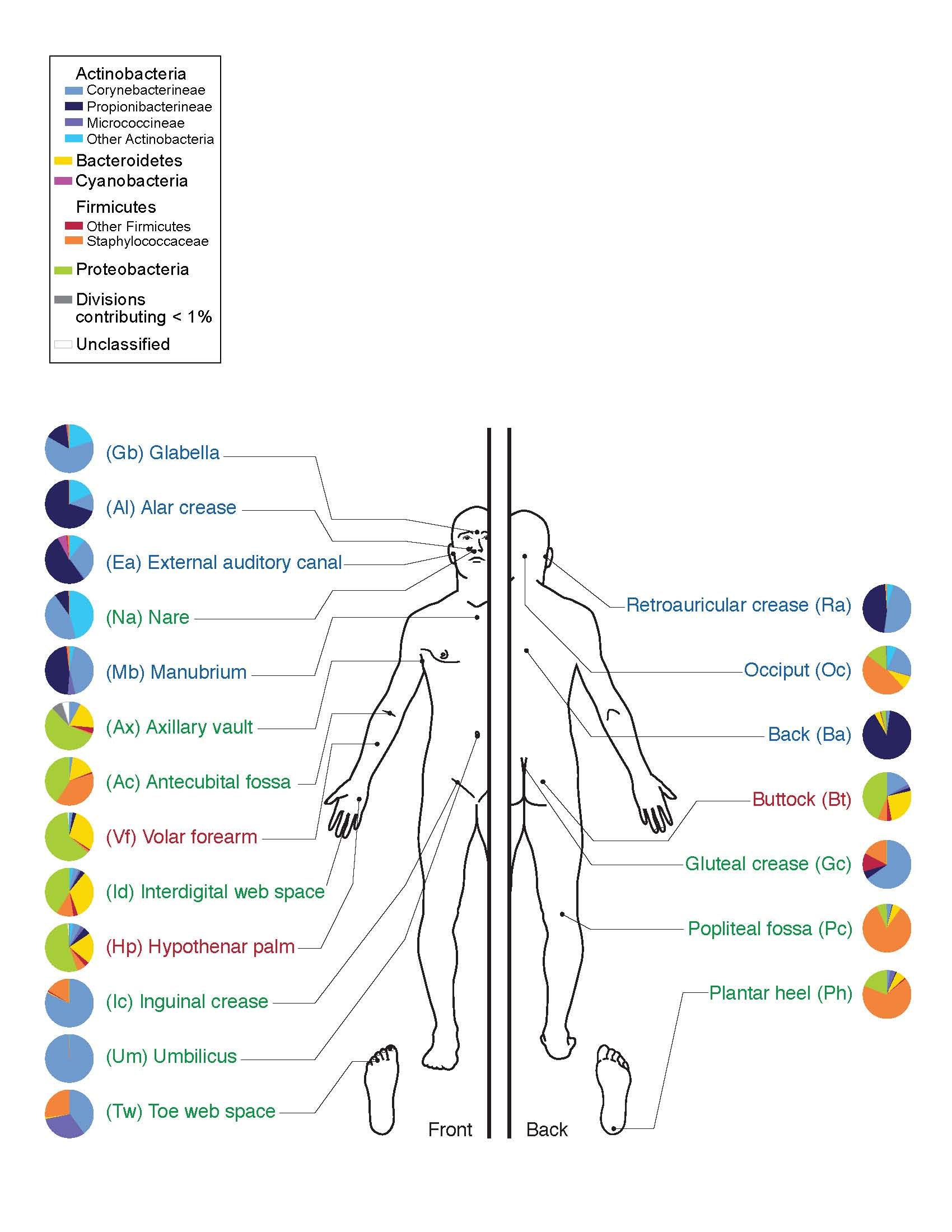
Микробиота кожи человека, с относительным распространением бактерий различных классов

Микробиом человека включает в себя бактерии, археи, грибы, протисты и вирусы. В контексте геномики термин «микробиом человека» иногда используется для обозначения коллективных геномов резидентных микроорганизмов; Однако термин «метагеном человека» имеет то же значение.
Первая оценка  количества микроорганизмов, населяющих человека, говорит о том, что число клеток микробов в десять раз больше, чем число клеток человека, однако более поздние оценки снизили это соотношение до 3: 1 или даже приблизительно до того же числа. Часть микроорганизмов в организме человека являются комменсальными, то есть они сосуществуют, не причиняя вреда людям; другие имеют муталистические (взаимовыгодные) отношения со своими хозяевами. И наоборот, некоторые непатогенные микроорганизмы могут нанести вред организму человека посредством производимых ими метаболитов, таких как триметиламин, который человеческий организм превращает в N-оксид триметиламина посредством окисляющего комплекса FMO3. Определенные микроорганизмы выполняют ряд очень важных задач, которые, как известно, полезны для человека-хозяина, однако роль большинства из них не совсем понятна. Нормальной же микробиотой иногда считается та, которая должна присутствовать при нормальных обстоятельствах, не вызывая заболевания.
Для анализа микробиоты человека был проведён проект «Микробиом человека», решающий ряд таких задач как секвенирование и анализ генома микробиоты человека, уделяя особое внимание микробиоте, населяющую кожу, рот, нос, пищеварительный тракт и влагалище. Он достиг вехи в 2012 году, когда опубликовал свои первоначальные результаты.

## Терминология
Несмотря на то, что такие термины как флора или микрофлора часто используются в литературе, в технических терминах это является неправильным понятием, поскольку корень слова «флора» относится к растениям, а термин биота относится к совокупности организмов в конкретной экосистеме. В настоящее время применяется более подходящий термин «микробиота», хотя его использование не затмило укоренившееся использование и распознавание флоры в отношении бактерий и других микроорганизмов. Оба термина используются в различной литературе.

## Относительные числа
По состоянию на 2014 год в различных источниках часто сообщалось, что число микробных клеток в организме человека примерно в 10 раз больше, чем число клеток человека. Эта цифра основана на оценках того, что микробиом человека насчитывает порядка 100 триллионов бактериальных клеток, и 10 триллионов собственных клеток взрослого человека. В 2014 году Американская академия микробиологии опубликовала часто задаваемые вопросы, в которых подчеркивалось, что число микробных клеток и количество клеток человека являются приблизительными. Также они отметили, что недавние исследования позволили получить новую оценку количества клеток человека  –  приблизительно 37,2 триллиона, что означает, что отношение микробных к человеческим клеткам при первоначальной оценке 100 триллионов бактериальных клеток верна, ближе к 3: 1. В 2016 году другой научной группой была произведена новая оценка, показавшая, что соотношение составляет примерно 1: 1.

## Исследования
Проблема определения микробиома связана с идентификацией членов микробного сообщества, которое включает бактерии, эукариоты и вирусы. В основном для идентификации этих сообществ используется ДНК, хотя также известны случаи использования РНК, белков и метаболитов. Исследования микробиома на основе ДНК обычно можно отнести к недавним метагеномным исследованиям с использованием метода дробовика (shotgun sequencing) . Данный метод представляет собой целый метагеномный подход, который также можно использовать для изучения функционального потенциала различных сообществ. Одна из проблем, которая присутствует в исследованиях микробиома человека, состоит в том, чтобы в исследование не было вовлечено человеческое ДНК.
Один из основных вопросов, помимо простого анализа микробиома человека, заключается в том, существует ли общий «скелет», либо существует общая группа микроорганизмов, которая в дальнейшем имеет видовое разнообразие у людей. Если такой скелет существует, то можно было бы выявить возникающие болезни в зависимости от изменения видового состава, что является одной из целей проекта «Микробиом человека». Известно, что микробиом человека (микробиом кишечника) сильно варьируется и является уникальным для всех людей, что также наблюдалось у тестируемых групп мышей.
13 июня 2012 года директор NIH Фрэнсис Коллинз сделал заявление о важности проекта «Микробиом человека» (HMP). Заявление сопровождалось серией научных статей, опубликованных в журнале Nature и Публичной научной библиотеке (PLoS) в тот же день. Анализируя карту микробиома здоровых людей с использованием методов секвенирования генома, учёные создали справочную базу данных для нормальных вариаций микробных сообществ. Из 242 здоровых добровольцев были собрано более 5000 биологических образцов, взятых с различных участков тела. В результате был произведён анализ полной ДНК человека и населяющей его микробиоты. Интерпретировать такие данные смогли путём идентификации генов бактериальной рибосомальной РНК, 16S рРНК. Исследователи выявили, что более 10000 видов микроорганизмов составляют сложную экосистему у человека, определив 81-99 % родов в такой экосистеме.

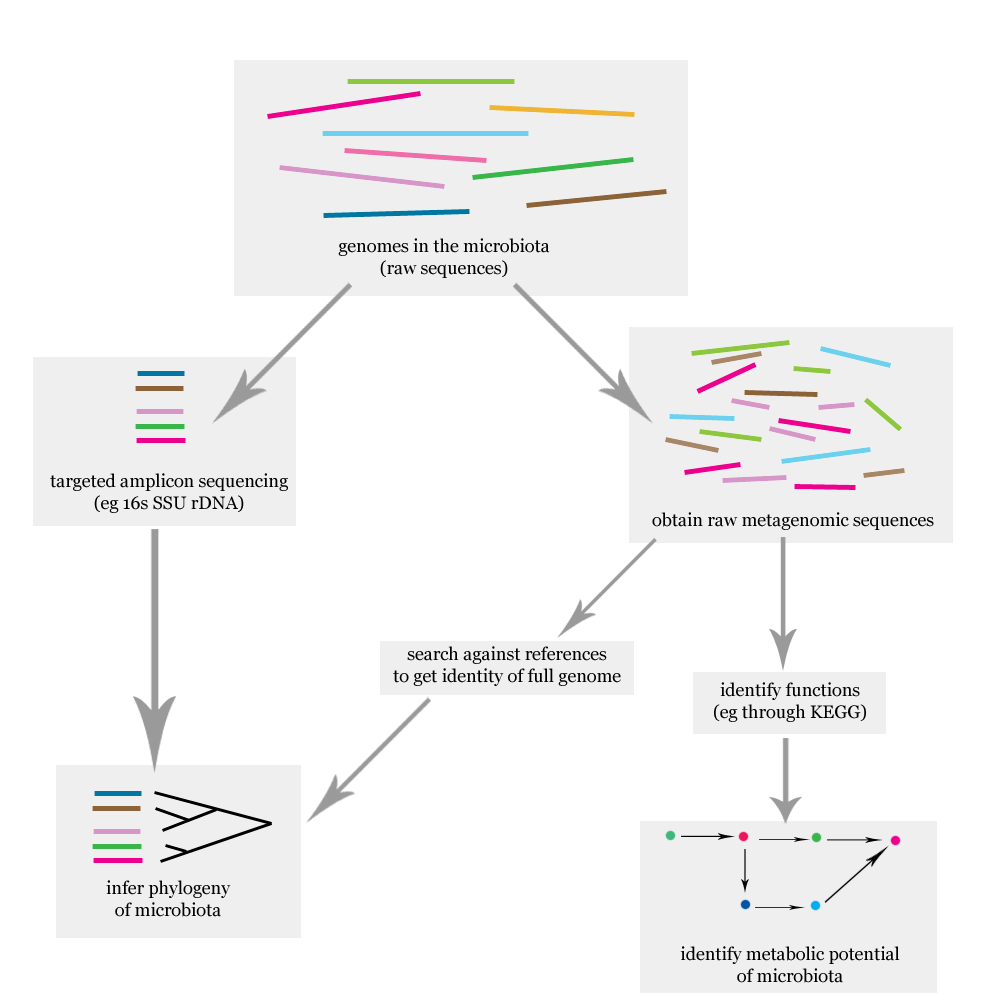
Блок-схема, иллюстрирующая, как человеческий микробиом изучается на уровне ДНК.

### Метод дробовика
Зачастую бывает невозможным культивировать огромное разнообразие бактерий, архей или вирусов, в лабораторных условиях. Решением проблемы становится внедрение технологий секвенирования, используемых в технологии метагеномики. Анализ полной картины функционирования и характеризация специфичных микробных штаммов несут в себе огромный потенциал для открытий терапии и диагностики состояний здоровья.

### Сбор образцов и выделение ДНК
Главная задача состоит в том, чтобы собрать достаточное для анализа количество микробной ДНК, при это сохранив чистоту данного образца; по этой причине используются различные методы обогащения. В частности метод экстракции ДНК является универсальным инструментом при работе с каждым бактериальным штаммом, где важно изолировать устойчивые участки генома, которые не поддаются быстрому лизису. Механическое разрушение, как правило, более предпочтительно чем химическое.

### Подготовка библиотеки данных и секвенирование
Наиболее часто для реакций секвенирования используются такие платформы как Illumina, Ion Torrent, Oxford Nanopore MinION и Pacific Bioscience Sequel. Нет никаких указаний относительно правильного количества образца для его использования.

#### Сборка метагенома
Несмотря на то, что подход активно используется, существуют некоторые трудности, которые необходимо преодолеть. Охват зависит от обилия каждого генома в его конкретном сообществе; геномы с низкой численностью могут подвергаться фрагментации, если глубина секвенирования недостаточна (используется для того чтобы удалось избежать образования пробелов). К счастью, существуют ассемблеры, упрощающих поиск корреляции для метагенома, поскольку, если присутствуют сотни штаммов, глубина секвенирования должна быть увеличена до максимума.

#### Контиг биннинг
Априори не известно, ни от какого генома происходит каждый контиг, ни о количестве геномов, присутствующих в образце. Основной целью данного шага является разделение контигов на различные виды. Основополагающие методы для осуществления данного анализа могут быть контролируемые (к примеру, базы данных с известными последовательностями) или неконтролируемые (прямой поиск контиг-групп в собранных данных). Однако оба метода требуют метрики для определения оценки сходства между конкретным контигом и группой, в которую он должен быть помещен, и алгоритма для преобразования сходства в распределении группы.

#### Анализ результатов после обработки
Необходимо провести ряд статистических анализов таких как ANOVA для подтверждения результатов. Такие тесты могут оценить и определить степень различия между различными группами. Если тесты связаны с графическими инструментами, то можно легко произвести интерпретацию результатов для более лёгкого представления и понимания.
Как только полученный метагеном собран в правильной последовательности, можно получить функциональный потенциал микробиома. Существует ряд проблем при вычислении таких систем, так как системы сборки метагенома имеют более низкое качество из за сложности таких систем, а многие гены могут быть неполными или фрагментированными. После шага идентификации генов, данные могут быть использованы для проведения функциональной аннотации путем множественного выравнивания генов-мишеней с базами данных ортологов.

### Маркерный анализ генов
Это техника, в который используются праймеры для наведения на конкретную генетическую область с целью установления филогенетического ряда. Генетическая область характеризуется сильно изменчивой областью, которая может предоставить детальную идентификацию. Наряду с этим, существуют также консервативные области, которые функционируют как места связывания праймеров, используемых в ПЦР. Основным геном, характеризующимбактерии и археи, является 16S рРНК ген, тогда как идентификация грибков основана на Внутреннем транскрибированном спейсере (ITS). Этот метод является быстрым и достаточным для получения классификации микробного сообщества. Также метод подходит для загрязнённой ДНК (загрязнением от хозяина). Сродство праймера варьируется среди всех последовательностей ДНК, что может привести к смещению во время реакции амплификации. Следовательно, оптимизация выбора праймера может помочь уменьшить такие ошибки, при учёте полного знания микроорганизмов, присутствующих в образце, и их относительной численности.
Маркерный анализ гена может зависеть от выбора праймера; в этом виде анализ желательно проводить в рамках хорошо проверенного протокола (например, тот, который используется в Проекте «Микробиом Земли»). Первый шаг в данном анализа — это удаление ошибок секвенирования. Многие платформы секвенирования очень надежны, но большая часть очевидного разнесения последовательностей по-прежнему обусловлена ошибками в процессе секвенирования. Чтобы уменьшить число этих ошибок, можно воспользоваться объединением последовательностей в Оперативную Таксономическую Единицу (OTU), которая уже в дальнейшем используется в следующем шаге. Но это метод отбрасывает ОНП, поскольку они объединяются в одну OTU. Другой подход основан на олиготипировании, которое включает специфичную информацию о секвенировании рРНК 16s для выявления небольших вариаций нуклеотидов и о различии тесно связанных отличных таксонов. Эти методы дают в качестве выходных данных таблицу последовательностей ДНК и количество различных последовательностей на образец.
Другим важным шагом в анализе является присвоение таксономического названия микробным последовательностям. Это осуществляется использованием подходов, основанных на машинном обучении, достигающие точность на уровне рода около 80 %. Другие популярные аналитические пакеты обеспечивают поддержку таксономической классификации с использованием точных совпадений со справочными базами данных и должны обеспечивать большую специфичность, но обладают более худшей чувствительностью.

### Филогенетический анализ
Многие методы, основанные на филогенетическом предположении, используют 16Sр РНК гены для архей и бактерий и 18SRNA гены для эукариотических клеток. Филогенетические сравнительные методы основаны на сравнении множества признаков у микроорганизмов; принцип таков: чем ближе они связаны, тем больше у них общих черт. Обычно эти методы используют с филогенетическим обобщенным методом наименьших квадратов или другими статистическими анализами, для получения более значимых результатов. Обычно это осуществляется на основе приложения PICRUSt, использующей существующие базы данных.
Филогенетическое осведомленное расстояние обычно выполняется с помощью UniFrac или подобных инструментов, таких как индекс Сорезена или индекс Рао, для количественной оценки различий между различными сообществами. На все эти методы негативно влияет горизонтальный перенос генов (HGT), поскольку это может привести к ошибкам и привести к корреляции отдаленных видов. Существуют различные способы снижения негативного воздействия HGT: использование нескольких генов или вычислительных инструментов для оценки вероятности предполагаемых событий HGT.

## Типы микробов

### Бактерии
Бактерии и грибки населяют кожу и слизистые оболочки в различных частях тела. Их роль является частью построения нормальной, здоровой физиологии человека, однако, если численность микробов выходит за пределы их типичного диапазона (часто из-за нарушения иммунной системы), или если микробы заселяют (например, из-за плохой гигиены или травмы) участки тела, как правило, не колонизированные или стерильные (например, кровь или нижние дыхательные пути или брюшная полость) это может привести к серьёзным заболеваниям (вызывающему, соответственно, бактериемию/сепсис, пневмонию и перитонит).
Результаты работы над проектом «Микробиом человека» показали, что у людей содержатся тысячи видов бактерий со своими особенностями на различных участках тела. Такие участки как кожа и влагалище обладают меньшим видовым разнообразием, чем рот и кишечник, где разнообразие крайне велико. Также, бактерии одного и того же вида, обнаруженные в ротовой полости, имеют несколько подтипов, обитающих в разных местах полости рта.
Согласно проведённой оценке, от 500 до 1,000 видов бактерий, проживающих в кишечнике человека принадлежат нескольким группам: в основном преобладают Firmicutes и Bacteroidetes, но встречаются и Proteobacteria, Verrumicrobia, Actinobacteria, Fusobacteria и Cyanobacteria.
Ряд таких бактерий как, Actinomyces viscosus и A. naeslundii, обитают в полости рта и являются частью липкого вещества, называемого зубным налётом. Если они не удалены во время чистки, вся масса затвердевает и образует зубной камень. Некоторые бактерии выделяют ряд кислот, растворяющих зубную эмаль, вызывая кариес.
Микрофлора влагалища состоит в основном из различных видов лактобацилл. Долгое время считалось, что наиболее распространенным из этих видов был Lactobacillus acidophilus, но позже было показано, что на самом деле наиболее распространенным является L. iners, за которым следует L. crispatus. Другими лактобациллами, обнаруженными во влагалище, являются L. jensenii, L. delbruekii и L. gasseri. Нарушение микрофлоры влагалища может привести к инфекциям, таким как бактериальный вагиноз или кандидоз.

### Археи
Археи присутствуют в кишечнике человека, но в гораздо более меньших количествах чем бактерии. Преобладающей группой являются метаногены, в частности Methanobrevibacter smithii and Methanosphaera stadtmanae. Однако только около 50 % людей имеют легко детектируемые разновидности данных архей.
По состоянию на 2007 год, не было обнаружено явных примеров патогенов, несмотря на то, что была предложена взаимосвязь между присутствием некоторых метаногенов и пародонтитом.

### Грибы
Грибы, в частности дрожжи, присутствуют в кишечнике человека. Наиболее изученными являются штаммы Кандиды из-за их способности становиться патогенными при иммунодефиците, или даже вызывая нарушения у здорового хозяина. Часть грибов колонизирует кожу, такие как штаммы Malassezia, где они потребляют масла, выработанных из сальных желез.

### Вирусы
Вирусы, в особенности бактериальные вирусы (бактериофаги), населяют различные участки тела включая кожу, кишечник, лёгкие, ротовую полость. Была установлена взаимосвязь вирусов с некоторыми заболеваниями. Вирусы отражают сложность взаимоотношений с бактериальными сообществами.

## Анатомические зоны

### Кожа
Исследование 20 участков кожи на каждом из десяти здоровых людей выявило 205 идентифицированных родов в 19 бактериальных типах, при этом большинство бактерий принадлежит четырем типам: Actinobacteria (51.8 %), Firmicutes (24.4 %), Proteobacteria (16.5 %), and Bacteroidetes (6.3 %). На здоровой коже человека присутствует большое количество грибковых родов с некоторыми изменениями по областям тела; однако при патологических состояниях определенные роды имеют тенденцию доминировать в пораженной области (к примеру при атопическом дерматите преобладают Malassezia).
Кожа служит барьером для предотвращения проникновения патогенных микробов, являясь их постоянными или временным местом обитания. Типы резидентных микроорганизмов различаются в зависимости от типа кожи на теле человека. Большинство микробов находятся на поверхностных клетках кожи или предпочитают связываться с железами (сальными или потовыми), так как они снабжают микробов водой, аминокислотами, жирными кислотами и другими питательными веществами.

### Слизистая оболочка глаз
Небольшое количество грибов и бактерий обычно присутствуют в конъюктиве , включая Грамположительные кокки (Staphylococcus и Streptococcus), Грамотрицатльные палочки и кокки (Haemophilus and Neisseria) и грибки (Candida, Aspergillus, and Penicillium. Слезы содержат бактерициды, такие как лизоцим, так что микроорганизмам трудно выжить и колонизировать эпителиальные поверхности.

### Желудочно-кишечный тракт
Микробиом человека появляется с рождением и зависит от того, каким путём ребёнок был рождён. К примеру рождение детей Кесаревым сечением привносит более патогенную микрофлору такую как Escherichia coli и Staphylococcus и гораздо увеличивает время развития непатогенной, полезной микробиоты. У детей рожденных вагинально наблюдается нормальная, непатогенная полезная микробиота схожая по составу с материнской.

Диаграмма показывает метаболизм триптофана к индолу и производным индола в толстой кишке. Clostridium sporogenes метаболизирует индол в 3-индолпропионовую кислоту (IPA), высокоэффективный нейропротекторный антиоксидант. В кишечнике IPA связывается с рецепторами прегнана X (PXR), тем самым способствуя гомеостазу слизистой оболочки и барьерной функции. После всасывания и распределения в мозг, IPA оказывает нейропротекторное действие против церебральной ишемии и болезни Альцгеймера. Виды Lactobacillus метаболизируют индол в индол-3-альдегид (I3A), который действует на арильный углеводородный рецептор (AhR) в кишечных иммунных клетках, в свою очередь увеличивая выработку интерлейкина-22 (IL-22). Активация AhR заметно влияет на иммунитет кишечника, поддерживая функцию эпителиального барьера, повышая иммунную толерантность к комменсальной микробиоте и защищает от патогенных инфекций. Сам индол действует как секретирующий глюкагон-подобный пептид-1 (GLP-1) в клетках кишечника L и как лиганд для AhR. Индол также может метаболизироваться печенью в индоксилсульфат, соединение, которое в высоких концентрациях вредно для здоровья человека. Накопление индоксилсульфата в плазме крови токсично и связано с сосудистыми заболеваниями и почечной дисфункцией. AST-120 (активированный уголь), кишечный сорбент, который принимается внутрь, адсорбирует индол, в свою очередь, уменьшая концентрацию индоксилсульфата в плазме крови.

Отношения между кишечной микробиотой и организмом человека не только комменсальные (безвредное сосуществование), а скорее a мутуалистическое (взаимовыгодное). Некоторые микроорганизмы в кишечнике помогают хозяину усваивать различные пищевые волокна в короткоцепочечные жирные кислоты, такие как уксусная кислота или масляная кислота, которые в дальнейшем поглощаются организмом человека. Бактерии кишечника играют важную роль в синтезе Витамина B и Витамина K, также метаболизируя жёлчные кислоты, стерины, и ксенобиотики. В результате метаболических циклов бактерии производят вещества подобные гормонам, и по всей видимости микробиота функционирует как эндокринная железа. Нарушение регуляции кишечной микробиоты коррелировало с множеством воспалительных и аутоиммунных состояний.
Состав кишечной флоры человека изменяется со временем, когда меняется диета, а также по мере изменения общего состояния здоровья. Систематический обзор 15 рандомизированных контролируемых исследований на людях с июля 2016 года показал, что некоторые коммерчески доступные штаммы пробиотических бактерий из родов Bifidobacterium и Lactobacillus (B. longum, B. breve, B. infantis, L. helveticus, L. rhamnosus, L. plantarum и L. casei) при приеме внутрь в суточных дозах 10 9 −10 10 колониеобразующие единицы (КОЕ) для 1-2 месяцев, обладают лечебными действиями (то есть улучшают поведенческие результаты) при некоторых расстройствах центральной нервной системы — включая тревогу, депрессию, расстройства аутистического спектра и обсессивно-компульсивное расстройство — и улучшает определенные аспекты памяти . Однако, изменения микробиома также могут вызвать пагубные состояния для здоровья. В работе Musso et al., Было обнаружено, что кишечная микробиота у особей с ожирением имеет больше бактерий типа Firmicutes и меньше Bacteroidetes, чем у здоровых людей. Другое исследование, проведённое Gordon et al., подтвердило, что именно состав микробиоты вызывает ожирение, а не наоборот. Это было сделано путем трансплантации кишечной микробиоты от мышей с ожирением, или мышей со специальной диетой к мышам контрольной группы мышам, лишенным микробиома. Они обнаружили, что у мышей, которым трансплантировали микробиоту кишечника от мышей больных ожирением уровень жира оказался гораздо выше при одинаковом питании нежели чем у мышей, которым пересадили микробиом, от животных с диетой.

### Уретра и мочевой пузырь
Похоже, что в мочеполовой системе имеется микробиота, что является неожиданным фактом, по причине отсутствия результатов при анализе классическими лабораторными микробиологическими методами культивирования для обнаружения инфекции мочевыводящих путей; . Классические методы культивирования не обнаруживают многие виды бактерий и других микроорганизмов. Однако на основе методов секвенирования была произведена идентификация микроорганизмов, с целью определения есть ли различия в микробиоте между здоровыми людьми и людьми с проблемами мочевыводящих путей.

### Влагалище
Микроорганизмы заселяют влагалище девочки в первый день её жизни. 90 % этих микроорганизмов — лактобациллы, питающиеся гликогеном из отмерших клеток слизистой влагалища и выделяющие молочную кислоту, которая снижает pH слизистой до 4–4,5, что препятствует размножению болезнетворных и условно-патогенных микроорганизмов.
Микробиота влагалища включает в себя микроорганизмы, которые играют важную роль в защите от инфекций и поддержании здоровья влагалища. Наиболее распространенные микроорганизмы, обнаруженные у женщин в пременопаузе, относятся к роду Lactobacillus, подавляющие рост патогенных организмов производством молочной кислоты Композиция микробиоты сильно зависит от стадии менструального цикла.. Была установлена взаимосвязь между половыми актами, приёмами антибиотиков и потерей лактобацилл в организме женщин. В 2012 году в одном исследовании отмечено, что половой акт с презервативом, по-видимому, изменяет уровень лактобацилл и увеличивает уровень кишечной палочки во влагалище. Все изменения, происходящие в здоровой вагинальной микробиоте, могут указывать на развитие различных инфекций, включая кандидоз или бактериальный вагиноз.

### Плацента
До недавнего времени плацента считалась стерильной, однако было выявлено несколько непатогенных бактерий, находящихся в плацентарной ткани.

### Матка
До недавнего времени верхний репродуктивный тракт женщины считался стерильной средой. Разнообразные микроорганизмы населяют матку здоровых, бессимптомных женщин репродуктивного возраста. Микробиом матки значительно отличается от микробиома влагалища и желудочно-кишечного тракта.

### Ротовая полость
В полости рта создаются необходимые условия для роста микроорганизмов, включая воду, питательные вещества и подходящую температуру. Анаэробные бактерии в полости рта включают в себя: Actinomyces, Arachnia, Bacteroides, Bifidobacterium, Eubacterium, Fusobacterium, Lactobacillus, Leptotrichia, Peptococcus, Peptostreptococcus, Propionibacterium, Selenomonas, Veillella, Trepone . Роды грибов, включают, среди прочих: Candida, Cladosporium, Aspergillus, Fusarium, Glomus, Alternaria, Penicillium и Cryptococcus .
Бактерии накапливаются как в твердых, так и в мягких тканях полости рта, в биопленке, позволяя им прилипать . В результате они получают защиту от факторов окружающей среды и противомикробных агентов. Слюна играет ключевую роль в поддержании условий для роста биоплёнки и реколонизацию бактерий, поставляя питательные вещества и регулируя температуру. Также контролирует рост микроорганизмов посредством вымывания части биоплёнки.
Бактерии в полости рта развили механизмы, чтобы чувствовать их окружающую среду и избегать внесение изменений в организм хозяина. Тем не менее, высокоэффективная врожденная система защиты человека постоянно контролирует бактериальную колонизацию и предотвращает бактериальную инвазию в локальные ткани. Существует динамическое равновесие между бактериями зубного налета и врожденной защитной системой организма.
Здоровое равновесие представляет собой некий симбиоз, когда микробы из полости рта ограничивают рост и присоединение болезнетворных микроорганизмов, а организм человека обеспечивает условия для их роста и развития. Изменение жизни человека, включая его иммунную систему, питание, преобразование видового состава нарушает данное равновесие из взаимовыгодного в паразитическое. Было показано, что сахарный диабет и сердечно-сосудистые заболевания связаны со здоровьем полости рта.
Постоянная гигиена полости рта является основным методом для предотвращения развития различных заболеваний. Очистка полости рта уменьшает — разрастание потенциальных патогенных бактерий. Однако правильной гигиены полости рта может быть недостаточно, так как это сложная система, в которой нужно учитывать иммунный ответ, генетику и видовой состав. Антибиотики могут быть использованы при борьбе с инфекциями, однако могут быть неэффективны против биоплёнок.

### Лёгкие
Как и в случае полости рта, верхняя и нижняя дыхательная система обладают механическими средствами для удаления микробов. Бокаловидные клетки производят выделения, которые захватывают микробов и выводят их из дыхательной системы через непрерывно движущиеся ресничные эпителиальные клетки. Наряду с этим, бактерицидный эффект достигается содержанием лизоцима в слизи. Легочная микробиота принадлежит 9 родам: Prevotella, Sphingomonas, Pseudomonas, Acinetobacter, Fusobacterium, Megasphaera, Veillonella, Staphylococcus, и Streptococcus. Считается, что некоторые из этих «нормальных» бактерий могут вызвать очень серьёзные заболевания, особенно у людей с ослабленным иммунитетом. Бактерии включают в себя: Streptococcus pyogenes, Haemophilus influenzae, Streptococcus pneumoniae, Neisseria meningitidis, и taphylococcus aureus. Грибковые роды, которые составляют легочный микобиом, включают Candida, Malassezia, Neosartorya, Saccharomyces, Aspergillus и другие.
Необычное распределение бактериальных и грибковых родов в дыхательных путях наблюдается у людей с муковисцидозом. Их бактериальная среда часто содержит устойчивые к антибиотикам и медленно растущие бактерии, и частота этих патогенов изменяется в зависимости от возраста.

### Жёлчный тракт
Традиционно считается, что жёлчные пути обычно стерильны, а наличие микроорганизмов в желчи является маркером патологического процесса. Это предположение было подтверждено неудачей в выделении бактериальных штаммов из нормального желчного протока. В 2013 году было показано что нормальная микробиота желчевыводящих путей представляет собой отдельный функциональный слой, который защищает желчный тракт от колонизации экзогенными микроорганизмами.

### Болезнь и смерть
Метагеномные и эпидемиологические исследования показывают важную роль для человеческого микробиома в предотвращении широкого спектра заболеваний, от сахарного диабета 2 типа, ожирения, воспалительных заболеваний кишечника до болезни Паркинсона и даже психиатрических заболеваний, таких как депрессия. Симбиотические отношения между микробиотой кишечника и различными бактериями могут влиять на иммунный ответ человека. Некоторые исследования показывают, что лечение с помощью коррекции микробиома может быть эффективным для лечения диабета.

### Рак
Несмотря на то, что рак является смесью генетических заболеваний и факторов окружающей среды, микробы вовлечены в 20 % случаев его развития. Некоторые факторы рака толстой кишки показывают, что в толстой кишке число бактерий в миллион раз выше, чем в тонкой кишке, и примерно в 12 раз больше случаев рака в толстой кишке по сравнению с тонкой кишкой, что, возможно, устанавливает патогенную роль микробиоты в раке прямой кишки, Микробный анализ может быть использован в качестве прогностического инструмента при оценке колоректального рака.
Микробиота может влиять на канцерогенез тремя основными путями: (i) изменением баланса пролиферации и гибели опухолевых клеток, (ii) регулированием функции иммунной системы и (iii) влиянием на метаболизм, изменяя усвояемость принимаемых пищевых продуктов и фармацевтических препаратов. Опухоли, развивающиеся на различных участках обычно включают микробиоту. Микробы в данных местах лучше приспосабливаются на основе пониженного содержания кислорода или источника дополнительного питания. Уменьшение популяции специфичных микробов или вызванный окислительный стресс могут увеличить риск развития рака. Из 1030 всех известных микробов, 10 из них выделены Международным агентством по изучению рака как канцерогенные. Бактерии могут выделять белки или другие факторы, которые непосредственно управляют пролиферацией клеток человека, что может усиливать или ослаблять иммунную систему хозяина, в том числе вызывать острое или хроническое воспаление.
Нарушение равновесия между хозяином и микробиотой снижает устойчивость к злокачественным новообразованиям, возможно вызывая воспаление и рак. После преодоления защитных барьеров микробы вызывают провоспалительные или иммуносупрессивные программы различными путями. Например, связанные с раком микробы, по-видимому, активируют передачу сигналов NF-κΒ в микроокружении опухоли. Другие рецепторы, такие как Nod-подобные рецепторы могут играть роль в опосредовании колоректального рака. Аналогично Helicobacter pylori aпо-видимому, увеличивает риск рака желудка из-за его хронической воспалительной реакции в желудке.

### Воспалительное заболевание кишечника
Воспалительное заболевание кишечника включают в себя язвенный колит и болезнь Крона. Эти заболевания сопровождаются нарушением состава в микробиоте кишечника (также известным как дисбиоз) и проявляется в форме уменьшения микробного разнообразия в кишечнике. Было установлено, что дисбиоз коррелирует с дефектами генов хозяина, которые изменяют врожденный иммунный ответ у людей.

### Вирус иммунодефицита человека
Развитие заболевания ВИЧ влияет на изменение кишечной микробиоты. Вирус нарушает целостность эпителиального барьера, воздействуя на плотные контакты. Эти расстройства приводят к развитию воспалений у людей с ВИЧ.
Вагинальная микробиота играет роль в передаче ВИЧ. Создаётся увеличенный риск получения заболевания, если у женщины обнаружен бактериальный вагиноз. Однако снижение инфекционности наблюдается при увеличении уровня Lactobacillus влагалища, что способствует развитию противовоспалительного состояния.

### Миграция
Предварительные исследования показывают, что немедленные изменения микробиома человека могут произойти при его переезде в другую страну. Установлено, что уменьшение видового разнообразия было значительно выше у людей с ожирением и детей эмигрантов.

## Анализ микробиома
В настоящее время, по всему миру реализуются коммерческие решения для анализа микробиома человека. Биотехнологические компании предоставляет услуги по тестированию и анализу микробиоты, особенно кишечной флоры, и дают советы по питанию. Так, начиная с 2012 года появился первый коммерческий продукт от компании uBiome  (в настоящее время не существует) и дальнейшее развитие направления такими компаниями как Viome,  BIOHM,Thryve, iBIOM, включая отечественные Atlas  и другие.

## Изменения микробиома у пациентов с COVID-19
Недавние работы показывают возможную зависимость изменения микробиоты здорового человека после заражения вирусом SARS-CoV-2.  У пациентов с COVID-19 наблюдались значительные изменения в микробиоте по сравнению с контрольной группой, характеризующиеся обогащением условно-патогенных микроорганизмов и истощением полезных бактерий во время болезни. Базовая численность бактерий Coprobacillus, Clostridium ramosum и Clostridium hathewayi коррелировала с тяжестью COVID-19, в то время как наблюдалась обратная корреляция между численностью Faecalibacterium prausnitzii (противовоспалительные бактерии) и тяжестью заболевания.